# Campeonato Europeu de Futebol Sub-21 de 2025
O Campeonato Europeu de Sub-21 da UEFA de 2025 (também conhecido como UEFA Sub-21 Euro 2025) foi a 25ª edição do Campeonato Europeu de Futebol Sub-21 da UEFA (28ª edição se a era Sub-23 também for incluída), o campeonato internacional bienal de futebol juvenil organizado pela UEFA para as seleções nacionais masculinas sub-21 da Europa.
O torneio foi organizado pela Eslováquia, que anteriormente sediou o Campeonato Europeu de Futebol Sub-21 de 2000. Foi o primeiro torneio de 16 equipes realizado em um único país. A Inglaterra derrotou a Alemanha por 3 a 2 na final após a prorrogação, defendendo com sucesso seu título de 2023 e conquistando seu quarto título no geral.

## Anfitrião
A Eslováquia foi escolhida em 25 de janeiro de 2023 pelo Comitê Executivo da UEFA como anfitriã.

## Locais
O torneio foi realizado em oito estádios espalhados por sete das oito regiões eslovacas, com exceção da região de Banská Bystrica. A região de Trnava foi a única a ter múltiplas cidades-sede, Trnava e Dunajská Streda.

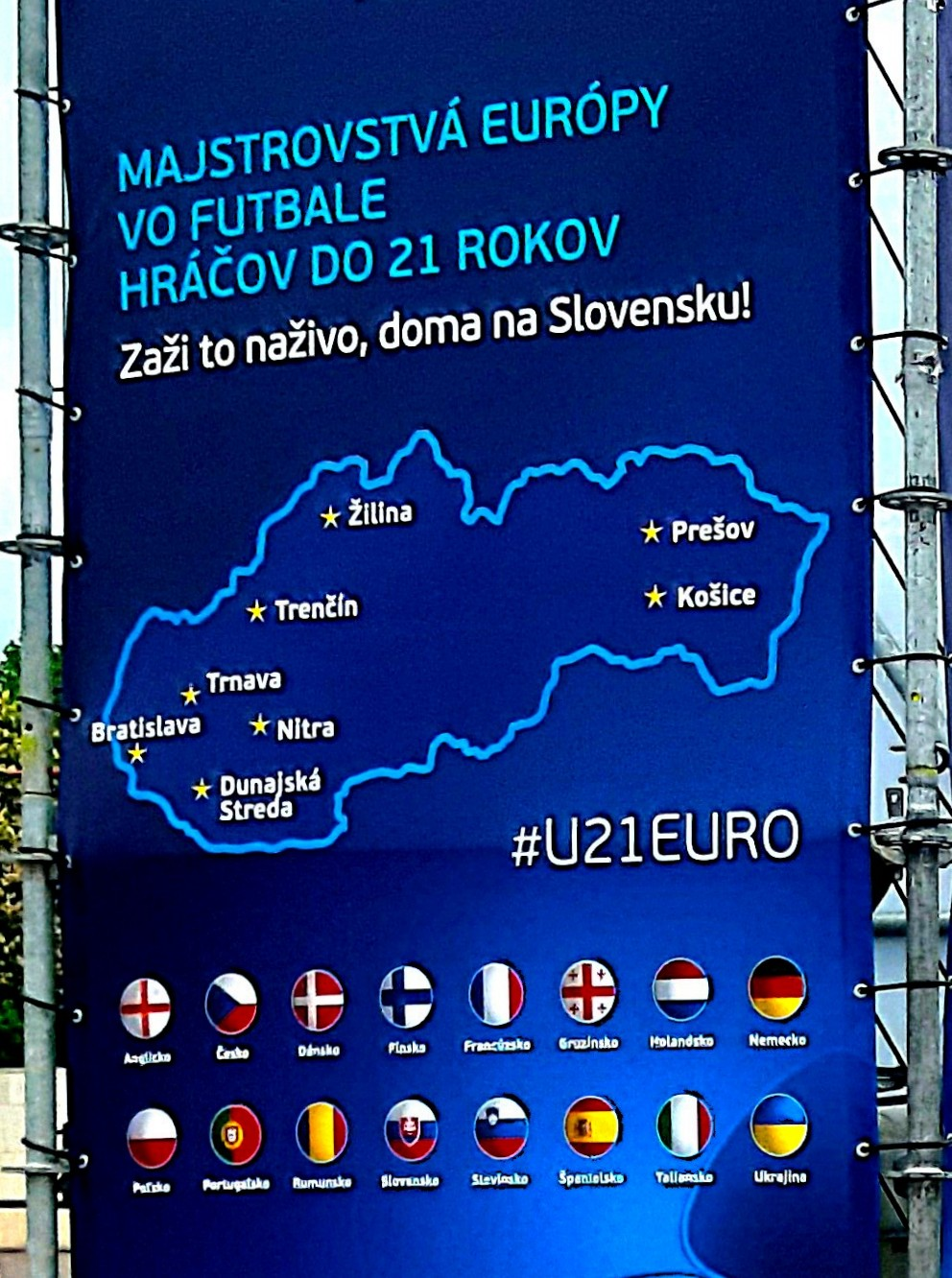
Painel publicitário para local de eventos em eslovaco

| Cidade          | Estádio                  | Capacidade | Imagem |
| --------------- | ------------------------ | ---------- | ------ |
| Bratislava      | Tehelné pole             | 22,500     |        |
| Dunajská Streda | MOL Aréna                | 12,700     |        |
| Košice          | Košická futbalová aréna  | 12,555     |        |
| Nitra           | Štadión pod Zoborom      | 7,480      |        |
| Prešov          | Futbal Tatran Arena      | 6,500      |        |
| Trenčín         | Štadión Sihoť            | 10,000     |        |
| Trnava          | Anton Malatinský Stadium | 18,200     |        |
| Žilina          | Štadión pod Dubňom       | 10,897     |        |

## Seleções
As seguintes equipes se classificaram para a fase final:
| Seleção       | Método de qualificação      | Data da qualificação   | Aparições                       | Primeira aparição | Última aparição | Melhor desempenho anterior                      |
| ------------- | --------------------------- | ---------------------- | ------------------------------- | ----------------- | --------------- | ----------------------------------------------- |
| Eslováquia    | Anfitriões                  | 25 de janeiro de 2023  | 3ª (9ª incl. Tchecoslováquia)   | 2000              | 2017            | Quarto lugar (2000)                             |
| Países Baixos | Vencedores do Grupo C       | 9 de setembro de 2024  | 10ª                             | 1988              | 2023            | Campeões (2006, 2007)                           |
| Espanha       | Vencedores do Grupo B       | 10 de setembro de 2024 | 17ª                             | 1982              | 2023            | Campeões (1986, 1998, 2011, 2013, 2019)         |
| Portugal      | Vencedores do Grupo G       | 11 de outubro de 2024  | 11ª                             | 1994              | 2023            | Vice-campeão (1994, 2015, 2021)                 |
| Alemanha      | Vencedores do Grupo D       | 11 de outubro de 2024  | 15ª                             | 1982              | 2023            | Campeões (2009, 2017, 2021)                     |
| Dinamarca     | Vencedores do Grupo I       | 11 de outubro de 2024  | 10ª                             | 1978              | 2021            | Semi-finalista (1992, 2015)                     |
| Ucrânia       | Três melhores segundo lugar | 11 de outubro de 2024  | 4ª (7ª incl. União Soviética)   | 2006              | 2023            | Vice-campeão (2006)                             |
| Inglaterra    | Vencedores do Grupo F       | 12 de outubro de 2024  | 18ª                             | 1978              | 2023            | Campeões (1982, 1984, 2023)                     |
| Romênia       | Vencedores do Grupo E       | 15 de outubro de 2024  | 5ª                              | 1998              | 2023            | Semi-finalista (2019)                           |
| Polónia       | Três melhores segundo lugar | 15 de outubro de 2024  | 8ª                              | 1982              | 2019            | Quartas de final (1982, 1984, 1986, 1992, 1994) |
| Eslovênia     | Vencedores do Grupo H       | 15 de outubro de 2024  | 2ª (6ª incl. Iugoslávia)        | 2021              | 2021            | Fase de grupos (2021)                           |
| França        | Três melhores segundo lugar | 15 de outubro de 2024  | 12ª                             | 1982              | 2023            | Campeões (1988)                                 |
| Itália        | Vencedores do Grupo A       | 15 de outubro de 2024  | 23ª                             | 1978              | 2023            | Campeões (1992, 1994, 1996, 2000, 2004)         |
| Finlândia     | Vencedor dos play-offs      | 19 de novembro de 2024 | 2ª                              | 2009              | 2009            | Fase de grupos (2009)                           |
| Tchéquia      | Vencedor dos play-offs      | 19 de novembro de 2024 | 10ª (16ª incl. Tchecoslováquia) | 1996              | 2023            | Campeões (2002)                                 |
| Geórgia       | Vencedor dos play-offs      | 19 de novembro de 2024 | 2ª (5ª incl. União Soviética)   | 2023              | 2023            | Quartas de final (2023)                         |

Nota: Todas as estatísticas de aparições incluem apenas a era Sub-21 (desde 1978).

### Sorteio
O sorteio para o torneio final foi realizado em Bratislava em 3 de dezembro de 2024.
| Time          |
| ------------- |
| Espanha       |
| Inglaterra    |
| Portugal      |
| Países Baixos |

| Time     |
| -------- |
| Alemanha |
| França   |
| Ucrânia  |
| Itália   |

| Time      |
| --------- |
| Dinamarca |
| Romênia   |
| Polónia   |
| Tchéquia  |

| Time                   |
| ---------------------- |
| Geórgia                |
| Eslovênia              |
| Finlândia              |
| Eslováquia (anfitrião) |

### Regra de participação
Jogadores nascidos em ou após 1º de janeiro de 2002 podem participar. Cada seleção nacional tinha que apresentar um elenco de 23 jogadores, três dos quais deveriam ser goleiros. Se um jogador se lesionasse ou ficasse doente o suficiente para impedir sua participação no torneio antes da primeira partida de sua equipe, ele poderia ser substituído por outro jogador.

## Arbitragem
| Country       | Árbitro               | 1º árbitro assistente | 2º árbitro assistente  |
| ------------- | --------------------- | --------------------- | ---------------------- |
| Azerbaijão    | Elchin Masiyev        | Elshad Abdullayev     | Parvin Talibov         |
| Dinamarca     | Jakob Sundberg        | Victor Skytte         | Deniz Yurdakul         |
| Geórgia       | Goga Kikacheishvili   | David Akhvlediani     | Davit Gabisonia        |
| Grécia        | Vasilios Fotias       | Andreas Meintanas     | Mihalis Papadakis      |
| Itália        | Simone Sozza          | Alessio Berti         | Davide Imperiale       |
| Lituânia      | Manfredas Lukjančukas | Mangirdas Mirauskas   | Aleksandras Stepanovas |
| Países Baixos | Sander van der Eijk   | Rens Bluemink         | Stefan De Groot        |
| Polónia       | Damian Sylwestrzak    | Adam Karasewicz       | Bartosz Heinig         |
| Escócia       | Nick Walsh            | Daniel McFarlane      | Calum Spence           |
| Sérvia        | Nenad Minaković       | Nikola Borović        | Boško Božović          |
| Suíça         | Alessandro Dudic      | Pascal Hirzel         | Nicolas Müller         |
| Venezuela     | Alexis Herrera        | Lubin Torrealba       | Alberto Ponte          |

### Quartos árbitro
- Bulat Sariyev
- Ishmael Barbara
- Igor Stojčevski
- Michal Očenaš

## Fase de grupos
Os vencedores e segundos classificados dos grupos avançaram para a fase eliminatória, que começou com as quartas de final.
Todos os horários das partidas listados são CEST (UTC+2)
Fonte: UEFA
| A classificação das equipes na fase de grupos foi determinada da seguinte forma: |
| --- |
| A classificação das equipes na fase de grupos foi determinada da seguinte forma: 1. Pontos obtidos em todas as partidas do grupo; 2. Pontos em confrontos diretos entre equipes empatadas; 3. Diferença de gols em confrontos diretos entre times empatados; 4. Gols marcados em confrontos diretos entre times empatados; 5. Se mais de duas equipes estivessem empatadas, e após a aplicação de todos os critérios de confronto direto acima, um subconjunto de equipes ainda estivesse empatado, todos os critérios de confronto direto acima eram reaplicados exclusivamente a esse subconjunto de equipes; 6. Diferença de gols em todas as partidas do grupo; 7. Gols marcados em todas as partidas do grupo; 8. Disputa por pênaltis se apenas duas equipes tivessem o mesmo número de pontos e se enfrentassem na última rodada do grupo e empatassem após a aplicação de todos os critérios acima (não utilizado se mais de duas equipes tivessem o mesmo número de pontos ou se suas classificações não fossem relevantes para a qualificação para a próxima fase); 9. Pontos disciplinares: - Cartão amarelo: −1 ponto; - Cartão vermelho indireto (segundo cartão amarelo): −3 pontos; - Cartão vermelho direto: −3 pontos; 10. Coeficiente da UEFA para o sorteio da fase de qualificação; 11. Sorteio. |

### Grupo A
| Pos. | Seleção    | Pts | J | V | E | D | GP | GC | SG |
| ---- | ---------- | --- | - | - | - | - | -- | -- | -- |
| 1    | Espanha    | 7   | 3 | 2 | 1 | 0 | 6  | 4  | +2 |
| 2    | Itália     | 7   | 3 | 2 | 1 | 0 | 3  | 1  | +2 |
| 3    | Eslováquia | 3   | 3 | 1 | 0 | 2 | 4  | 5  | –1 |
| 4    | Romênia    | 0   | 3 | 0 | 0 | 3 | 2  | 5  | –3 |

| 11 de junho de 2025 | Eslováquia                      | 2 – 3     | Espanha                               | Tehelné pole, Bratislava                        |
| 18:00               | Kopásek 48' · Suslov 53' (pen.) | Relatório | 16' Pubill · 18' Joseph · 90' Tárrega | Público: 19,964 Árbitro: POL Damian Sylwestrzak |

| 11 de junho de 2025 | Itália       | 1 – 0     | Romênia | Anton Malatinský Stadium, Trnava            |
| 21:00               | Baldanzi 26' | Relatório |         | Público: 2,450 Árbitro: GRE Vassilis Fotias |

| 14 de junho de 2025 | Espanha                        | 2 – 1     | Romênia     | Tehelné pole, Bratislava                         |
| 18:00               | Jauregizar 85' · Fernández 88' | Relatório | 4' Munteanu | Público: 10,023 Árbitro: NED Sander van der Eijk |

| 14 de junho de 2025 | Eslováquia | 0 – 1     | Itália      | Anton Malatinský Stadium, Trnava             |
| 21:00               |            | Relatório | 26' Casadei | Público: 15,455 Árbitro: SRB Nenad Minaković |

| 17 de junho de 2025 | Romênia   | 1 – 2     | Eslováquia             | Tehelné pole, Bratislava                           |
| 21:00               | Akdağ 67' | Relatório | 11' Obert · 57' Suslov | Público: 17,058 Árbitro: LIT Manfredas Lukjančukas |

| 17 de junho de 2025 | Espanha       | 1 – 1     | Itália      | Anton Malatinský Stadium, Trnava        |
| 21:00               | Rodríguez 53' | Relatório | 59' Pisilli | Público: 12,573 Árbitro: SCO Nick Walsh |

### Grupo B
| Pos. | Seleção    | Pts | J | V | E | D | GP | GC | SG |
| ---- | ---------- | --- | - | - | - | - | -- | -- | -- |
| 1    | Alemanha   | 9   | 3 | 3 | 0 | 0 | 9  | 3  | +6 |
| 2    | Inglaterra | 4   | 3 | 1 | 1 | 1 | 4  | 3  | +1 |
| 3    | Tchéquia   | 3   | 3 | 1 | 0 | 2 | 5  | 7  | –2 |
| 4    | Eslovênia  | 1   | 3 | 0 | 1 | 2 | 0  | 5  | –5 |

| 12 de junho de 2025 | Tchéquia | 1 – 3     | Inglaterra                             | MOL Aréna, Dunajská Streda                 |
| 21:00               | Fila 51' | Relatório | 39' Elliott · 48' Rowe · 76' Cresswell | Público: 8,087 Árbitro: AZE Elchin Masiyev |

| 12 de junho de 2025 | Alemanha                       | 3 – 0     | Eslovênia | Štadión pod Zoborom, Nitra             |
| 21:00               | Woltemade 19', 42', 82' (pen.) | Relatório |           | Público: 2,708 Árbitro: SCO Nick Walsh |

| 15 de junho de 2025 | Inglaterra | 0 – 0     | Eslovênia | Štadión pod Zoborom, Nitra                      |
| 18:00               |            | Relatório |           | Público: 5,217 Árbitro: GEO Goga Kikacheishvili |

| 12 de junho de 2025 | Tchéquia                          | 2 – 4     | Alemanha                                              | MOL Aréna, Dunajská Streda                 |
| 21:00               | Arrey-Mbi 60' (g.c.) · Spáčil 66' | Relatório | 34' Tresoldi · 41' Nebel · 54' Woltemade · 58' Martel | Público: 7,870 Árbitro: VEN Alexis Herrera |

| 18 de junho de 2025 | Eslovênia | 0 – 2     | Tchéquia            | MOL Aréna, Dunajská Streda               |
| 21:00               |           | Relatório | 48' Fila · 59' Sejk | Público: 4,028 Árbitro: ITA Simone Sozza |

| 18 de junho de 2025 | Inglaterra | 1 – 2     | Alemanha               | Štadión pod Zoborom, Nitra                      |
| 21:00               | Scott 76'  | Relatório | 3' Knauff · 33' Weiper | Público: 5,624 Árbitro: NED Sander van der Eijk |

### Grupo C
| Pos. | Seleção  | Pts | J | V | E | D | GP | GC | SG |
| ---- | -------- | --- | - | - | - | - | -- | -- | -- |
| 1    | Portugal | 7   | 3 | 2 | 1 | 0 | 9  | 0  | +9 |
| 2    | França   | 7   | 3 | 2 | 1 | 0 | 7  | 3  | +4 |
| 3    | Geórgia  | 3   | 3 | 1 | 0 | 2 | 4  | 8  | –4 |
| 4    | Polónia  | 0   | 3 | 0 | 0 | 3 | 2  | 11 | –9 |

| 11 de junho de 2025 | Portugal | 0 – 0     | França | Štadión Sihoť, Trenčín                            |
| 21:00               |          | Relatório |        | Público: 4,932 Árbitro: LIT Manfredas Lukjančukas |

| 11 de junho de 2025 | Polónia               | 1 – 2     | Geórgia                          | Štadión pod Dubňom, Žilina                   |
| 21:00               | Kałuziński 73' (pen.) | Relatório | 55' Lominadze · 90+4' Gordeziani | Público: 2,218 Árbitro: SWI Alessandro Dudic |

| 14 de junho de 2025 | Portugal                                                | 5 – 0     | Polónia | Štadión Sihoť, Trenčín                 |
| 21:00               | Quenda 16', 24' · Araújo 30' · Bernardo 41' · Gomes 63' | Relatório |         | Público: 4,469 Árbitro: SCO Nick Walsh |

| 14 de junho de 2025 | França                                       | 3 – 2     | Geórgia                      | Štadión pod Dubňom, Žilina                 |
| 21:00               | Tel 35' (pen.) · Lepenant 89' · Barry 90+12' | Relatório | 76' Abuashvili · 84' Sazonov | Público: 3,687 Árbitro: DEN Jakob Sundberg |

| 17 de junho de 2025 | Geórgia | 0 – 4     | Portugal                                                    | Štadión Sihoť, Trenčín                     |
| 18:00               |         | Relatório | Pinheiro 24' · Quenda 62' · Gomes 87' · Araújo 90+5' (pen.) | Público: 4,573 Árbitro: AZE Elchin Masiyev |

| 17 de junho de 2025 | França                                 | 4 – 1     | Polónia   | Štadión pod Dubňom, Žilina                  |
| 18:00               | Zézé 18' · Cissé 19', 29' · Abline 82' | Relatório | 61' Mosór | Público: 7,288 Árbitro: SRB Nenad Minaković |

### Grupo D
| Pos. | Seleção       | Pts | J | V | E | D | GP | GC | SG |
| ---- | ------------- | --- | - | - | - | - | -- | -- | -- |
| 1    | Dinamarca     | 7   | 3 | 2 | 1 | 0 | 7  | 5  | +2 |
| 2    | Países Baixos | 4   | 3 | 1 | 1 | 1 | 5  | 4  | +1 |
| 3    | Ucrânia       | 3   | 3 | 1 | 0 | 2 | 4  | 5  | –1 |
| 4    | Finlândia     | 2   | 3 | 0 | 2 | 1 | 4  | 6  | –2 |

| 12 de junho de 2025 | Ucrânia                    | 2 – 3     | Dinamarca                             | Futbal Tatran Arena, Prešov                     |
| 18:00               | Voloshyn 22' · Braharu 78' | Relatório | 63' Bischoff · 81' Bøving · 85' Osula | Público: 5,458 Árbitro: GEO Goga Kikacheishvili |

| 12 de junho de 2025 | Finlândia                | 2 – 2     | Países Baixos            | Košická Futbalová Aréna, Košice            |
| 21:00               | Terho 25' · Keskinen 28' | Relatório | 59' Valente · 90+3' Poku | Público: 7,369 Árbitro: VEN Alexis Herrera |

| 15 de junho de 2025 | Finlândia | 0 – 2     | Ucrânia                 | Košická Futbalová Aréna, Košice              |
| 18:00               |           | Relatório | 28' Vanat · 49' Braharu | Público: 8,636 Árbitro: SWI Alessandro Dudic |

| 15 de junho de 2025 | Países Baixos          | 1 – 2     | Dinamarca      | Futbal Tatran Arena, Prešov              |
| 21:00               | Provstgaard 19' (g.c.) | Relatório | 35', 47' Osula | Público: 5,484 Árbitro: ITA Simone Sozza |

| 18 de junho de 2025 | Dinamarca       | 2 – 2     | Finlândia                 | Košická Futbalová Aréna, Košice                |
| 18:00               | Harder 10', 68' | Relatório | 73' Skyttä · 82' Keskinen | Público: 6,940 Árbitro: POL Damian Sylwestrzak |

| 18 de junho de 2025 | Países Baixos                | 2 – 0     | Ucrânia | Futbal Tatran Arena, Prešov                 |
| 18:00               | Valente 34' · van Bergen 57' | Relatório |         | Público: 5,216 Árbitro: GRE Vassilis Fotias |

## Fase eliminatória
Na fase eliminatória, a prorrogação e a disputa de pênaltis eram usadas para decidir os vencedores, se necessário.

### Esquema
|  | Quartas de final              | Quartas de final     |                          |   | Semifinais | Semifinais |  |  | Final | Final |
|  |                               |                      |                          |   |            |            |  |  |       |       |
|  | 21 de junho – Trnava          |                      |                          |   |            |            |  |  |       |       |
|  |                               |                      |                          |   |            |            |  |  |       |       |
|  | Espanha                       | 1                    |                          |   |            |            |  |  |       |       |
|  | Espanha                       | 1                    | 25 de junho – Bratislava |   |            |            |  |  |       |       |
|  | Inglaterra                    | 3                    |                          |   |            |            |  |  |       |       |
|  | Inglaterra                    | 3                    | Inglaterra               | 2 |            |            |  |  |       |       |
|  | 21 de junho – Žilina          |                      | Inglaterra               | 2 |            |            |  |  |       |       |
|  |                               | Países Baixos        | 1                        |   |            |            |  |  |       |       |
|  | Portugal                      | Países Baixos        | 1                        | 0 |            |            |  |  |       |       |
|  | Portugal                      |                      | 28 de junho – Bratislava | 0 |            |            |  |  |       |       |
|  | Países Baixos                 | 1                    |                          |   |            |            |  |  |       |       |
|  | Países Baixos                 | 1                    | Inglaterra (pro.)        | 3 |            |            |  |  |       |       |
|  | 22 de junho – Dunajská Streda |                      | Inglaterra (pro.)        | 3 |            |            |  |  |       |       |
|  |                               | Alemanha             | 2                        |   |            |            |  |  |       |       |
|  | Alemanha (pro.)               | Alemanha             | 2                        | 3 |            |            |  |  |       |       |
|  | Alemanha (pro.)               | 25 de junho – Košice |                          | 3 |            |            |  |  |       |       |
|  | Itália                        | 2                    |                          |   |            |            |  |  |       |       |
|  | Itália                        | 2                    | Alemanha                 | 3 |            |            |  |  |       |       |
|  | 22 de junho – Prešov          |                      | Alemanha                 | 3 |            |            |  |  |       |       |
|  |                               | França               | 0                        |   |            |            |  |  |       |       |
|  | Dinamarca                     | França               | 0                        | 2 |            |            |  |  |       |       |
|  | Dinamarca                     |                      |                          | 2 |            |            |  |  |       |       |
|  | França                        | 3                    |                          |   |            |            |  |  |       |       |
|  | França                        | 3                    |                          |   |            |            |  |  |       |       |

### Quartas de final
| 21 de junho de 2025 | Portugal | 0 – 1     | Países Baixos | Štadión pod Dubňom, Žilina                      |
| 18:00               |          | Relatório | 84' Poku      | Público: 7,117 Árbitro: GEO Goga Kikacheishvili |

| 21 de junho de 2025 | Espanha           | 1 – 3     | Inglaterra                                       | Anton Malatinský Stadium, Trnava         |
| 21:00               | Guerra 39' (pen.) | Relatório | 10' McAtee · 15' Elliott · 90+4' (pen.) Anderson | Público: 8,247 Árbitro: ITA Simone Sozza |

| 22 de junho de 2025 | Dinamarca                   | 2 – 3     | França                           | Futbal Tatran Arena, Prešov                     |
| 18:00               | Bischoff 18' · Sørensen 49' | Relatório | 44' Cissé · 84' Merlin · 85' Tel | Público: 5,513 Árbitro: NED Sander van der Eijk |

| 22 de junho de 2025 | Alemanha                               | 3 – 2 (pro.) | Itália                         | MOL Aréna, Dunajská Streda                        |
| 21:00               | Woltemade 68' · Weiper 87' · Röhl 117' | Relatório    | 58' Koleosho · 90+6' Ambrosino | Público: 6,503 Árbitro: LIT Manfredas Lukjančukas |

### Semifinal
| 25 de junho de 2025 | Inglaterra       | 2 – 1     | Países Baixos | Tehelné pole, Bratislava                     |
| 18:00               | Elliott 63', 86' | Relatório | 72' Ohio      | Público: 14,719 Árbitro: GRE Vassilis Fotias |

| 25 de junho de 2025 | Alemanha                                | 3 – 0     | França | Košická Futbalová Aréna, Košice         |
| 21:00               | Weiper 8' · Woltemade 14' · Gruda 90+5' | Relatório |        | Público: 11,913 Árbitro: SCO Nick Walsh |

### Final
| 28 de junho de 2025 | Inglaterra                             | 3 – 2 (pro.) | Alemanha               | Tehelné pole, Bratislava                         |
| 21:00               | Elliott 5' · Hutchinson 24' · Rowe 92' | Relatório    | 45' Weiper · 61' Nebel | Público: 19,153 Árbitro: NED Sander van der Eijk |

## Goleadores
Foram 101 gols marcados em 31 partidas, uma média de 3,26 gols por partida.
6 gols
- Nick Woltemade

5 gols
- Harvey Elliott

4 gols
- Nelson Weiper

3 gols
- William Osula
- Djaoui Cissé
- Geovany Quenda

2 gols
- Daniel Fila
- Clement Bischoff
- Conrad Harder
- Jonathan Rowe
- Topi Keskinen
- Mathys Tel
- Paul Nebel
- Ernest Poku
- Luciano Valente
- Henrique Araújo
- Rodrigo Gomes
- Tomáš Suslov
- Maksym Braharu

## Prêmios
Os seguintes prêmios foram entregues no final do torneio:
| Bola de Ouro            |
| ----------------------- |
| Harvey Elliott          |
| Chuteira de Ouro        |
| Nick Woltemade (6 gols) |

Seleção do Torneio
Após o torneio, a Seleção Sub-21 do Torneio foi selecionada pelos Observadores Técnicos da UEFA.
| Goleiro      | Defensores                                                        | Meio campistas                           | Atacantes                                    |
| ------------ | ----------------------------------------------------------------- | ---------------------------------------- | -------------------------------------------- |
| James Beadle | Tino Livramento Charlie Cresswell Bright Arrey-Mbi Quentin Merlin | Elliot Anderson Eric Martel James McAtee | Harvey Elliott Nick Woltemade Geovany Quenda |